# شهرستان اوکونی (جورجیا)
شهرستان اوکونی، جورجیا (به انگلیسی: Oconee County, Georgia) یک سکونتگاه مسکونی در ایالات متحده آمریکا است که در جورجیا واقع شده‌است.